# Post Mortal Coital Fixation
Post Mortal Coital Fixation är det tredje studioalbumet av det norska death metal-bandet Kraanium. Albumet utgavs 2012 av skivbolaget Comatose Music.

## Låtförteckning
1. "Post Mortal Fixation" – 1:13
2. "Stillborn Necrotic Fuck Feast" – 4:06
3. "Bursting Rectal Sores" – 2:44
4. "Compulsive Mutilation Disorder" – 2:59
5. "Slurping the Vaginal Pus" – 3:03
6. "Crack Whore Pounding" – 2:44
7. "Coprophagial Asphyxiation" – 3:27
8. "Slammed Kranial Remains" – 2:55
9. "Sculptures of Perverse Suffering" – 3:34
10. "Baptized in Boiling Sewage" – 2:03
11. "Orgy of Cannibalistic Fornication" – 3:41
12. "Entrails Full of Vermin" (Abominable Putridity-cover) – 2:46

Text och musik: Kraanium (spår 1–11)

## Medverkande
Musiker (Kraanium-medlemmar)
- Vidar Ermesjø – gitarr
- Mats Funderud – gitarr
- Ian Slemming – basgitarr
- Martin Funderud – sång
- Mitch Rider – trummor

Bidragande musiker
- Flesh Throne (Luis Martinez) – sång (spår 9)
- Putrified J (Jason Lambert) – sång (spår 5)
- Chris Val (Christopher Valdez) – bakgrundssång (spår 8)

Produktion
- Vidar Ermesjø – ljudtekniker, ljudmix
- Kraanium – ljudtekniker
- Colin Davis – mastering
- Andrey Kroms– omslagskonst
- Garol Graphics – logo
- Martin Tonning Strand – foto